# Radioprogram
Ett radioprogram kan innehålla olika slags ljud, ibland tillsammans med tystnad, som under en viss tid sänds med elektromagnetisk strålning över radio. Det finns olika radioprogram, till exempel musikradio och pratradio.
Ursprungligen stod ordet för samtliga utsändningar under ett dygn, men har på senare tid ersatt ordet programpunkt - en kontamination beroende av att ordets pluralform är densamma som dess singularis.

## Listor över radioprogram
- Samtliga radioprogram
  - Finska radioprogram
  - Svenska radioprogram
    - Sveriges Radio
      - Lista över program i P1
      - Lista över program i P2
      - Lista över program i P3
      - Lista över program i P4

### Svenska radioprogram i urval
- 20 frågor
- Blå tummen
- Byteskomik
- Bättre sänt än aldrig
- Efter Tre
- Godmorgon, världen!
- Lilla Fridolf
- Mammas Nya Kille
- Mosebacke Monarki
- Morgonpasset
- P4 Extra
- Platt-etyder
- På Håret
- Radioapparaten
- Riksronden
- Rockbox
- Sittinitti
- Skillingspelet
- Skivor till kaffet
- Speldosan
- Upp till tretton
- Yesterday